# سامیت انترتینمنت

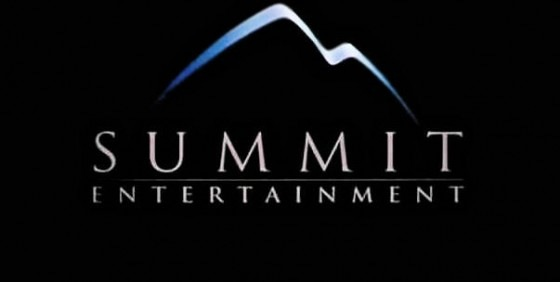

شرکت سامیت انترتینمنت زیر مجموعه شرکت کانادایی و آمریکایی لاینزگیت است دفتر مرکزی آن در یونیور سیتی کالیفرنیا قرار دارد از فیلم معروف آن میشود گرگ و میش، جان ویک، آقا خانم اسمیت اشاره کرد.
سامیت انترتینمنت (به انگلیسی: Summit Entertainment) یک شرکت آمریکایی تولید فیلم می‌باشد  که در سال ۱۹۹۱ در یونیورسال سیتی، کالیفرنیا تأسیس شد.
در ۱۳ ژانویهٔ ۲۰۱۲ لاینزگیت سامیت را به قیمت ۴۱۲.۵ میلیون دلار خریداری نمود.

## فیلم‌های معروف ساخته‌شده توسط سامیت
- گرگ و میش (توآلایت)
- ممنتو (به کارگردانی کریستوفر نولان)
- بی‌خوابی
- آقا و خانم اسمیت
- پیشگویی
- رد
- کد منبع
- ۵۰/۵۰
- سگ‌آبی
- غیرممکن
- استپ‌آپ
- ستیغ جهنمی (ستیغ هک‌سا)
- راک داگ
- جان ویک